# 科尼河畔丰特奈
科尼河畔丰特奈（法語：Fontenay-sur-Conie，法語發音：[fɔ̃tnɛ syʁ kɔni]）是法国厄尔-卢瓦省的一个市镇，位于该省东南部，属于沙托丹区。

## 地理
科尼河畔丰特奈（48°9'52"N, 1°40'4"E）面积13.25 平方千米，位于法国中央-卢瓦尔河谷大区厄尔-卢瓦省，该省份为法国北部内陆省份，北起顺时针与厄尔省、伊夫林省、埃松省、卢瓦雷省、卢瓦-谢尔省、萨尔特省和奧恩省接壤。
与科尼河畔丰特奈接壤的市镇（或旧市镇、城区）包括：博斯地区埃奥勒、蒂耶勒佩讷、卢瓦尼拉巴塔耶、博斯地区奥热尔、库尔伯艾。

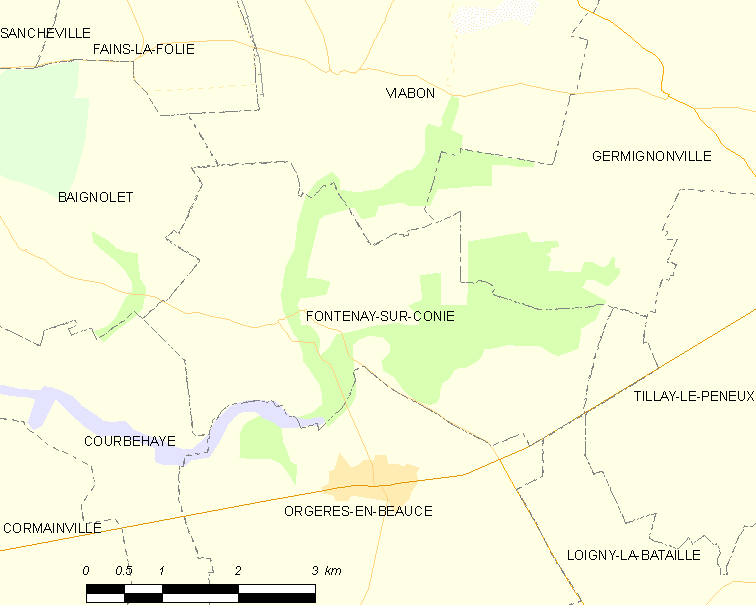
科尼河畔丰特奈的OSM定位图

科尼河畔丰特奈的时区为UTC+01:00、UTC+02:00（夏令时）。

## 行政
科尼河畔丰特奈的邮政编码为28140，INSEE市镇编码为28157。

## 政治
科尼河畔丰特奈所属的省级选区为莱维拉日沃韦安县。

## 人口

1962-2008年间科尼河畔丰特奈人口变化图示

科尼河畔丰特奈于2022年1月1日时的人口数量为149人。